# Ley de Coulomb
La ley de Coulomb, nombrada en reconocimiento del físico francés Charles-Augustin de Coulomb (1736-1806), que enunció en 1785 y forma la base de la electrostática, puede expresarse como:
| La magnitud de las fuerzas eléctricas con las que interactúan dos cargas puntuales en reposo es directamente proporcional al producto de la magnitud de ambas cargas e inversamente proporcional al cuadrado de la distancia que las separa y tiene la dirección de la línea que las une. La fuerza es de repulsión si las cargas son de igual signo, y de atracción si son de signo contrario. |

Ley de Coulomb expresando los signos de cargas f1 a f2 de diferente signo, y de cargas del mismo signo

La constante de proporcionalidad depende de la constante dieléctrica del medio en el que se encuentran las cargas.

## Desarrollo de la ley
Charles-Augustin de Coulomb desarrolló la balanza de torsión con la que determinó las propiedades de la fuerza electrostática. Este instrumento consiste en una barra que cuelga de una fibra capaz de torcerse. Si la barra gira, la fibra tiende a hacerla regresar a su posición original, con lo que conociendo la fuerza de torsión que la fibra ejerce sobre la barra, se puede determinar la fuerza ejercida en un punto de la barra. La ley de Coulomb también conocida como ley de cargas tiene que ver con las cargas eléctricas de un material, es decir, depende de si sus cargas son negativas o positivas. 

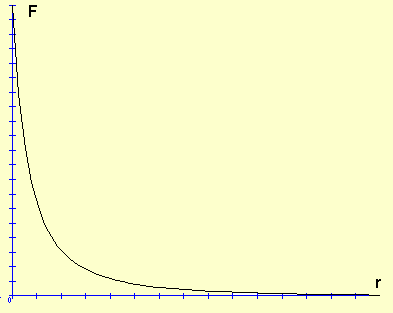
Variación de la fuerza de Coulomb entre dos cargas puntuales en función de la distancia

En la barra de la balanza, Coulomb colocó una pequeña esfera cargada y a continuación, a diferentes distancias, posicionó otra esfera también cargada. Luego midió la fuerza entre ellas observando el ángulo que giraba la barra. 
Dichas mediciones permitieron determinar que:
- La fuerza de interacción entre dos cargas {\displaystyle q_{1}\,\!} y {\displaystyle q_{2}\,\!} duplica su magnitud si alguna de las cargas dobla su valor, la triplica si alguna de las cargas aumenta su valor en un factor de tres, y así sucesivamente. Concluyó entonces que el valor de la fuerza era proporcional al producto de las cargas:

en consecuencia:
- Si la distancia entre las cargas es {\displaystyle r\,\!}, al duplicarla, la fuerza de interacción disminuye en un factor de 4 (2²); al triplicarla, disminuye en un factor de 9 (3²) y al cuadriplicar {\displaystyle r\,\!}, la fuerza entre cargas disminuye en un factor de 16 (4²). En consecuencia, la fuerza de interacción entre dos cargas puntuales, es inversamente proporcional al cuadrado de la distancia:

Asociando ambas relaciones:
Finalmente, se introduce una constante de proporcionalidad para transformar la relación anterior en una igualdad:
donde para el sistema internacional de unidades equivale a:
{\displaystyle \kappa =8.9875517923(14)\times 10^{9}{\frac {N\cdot m^{2}}{C^{2}}}}
{\displaystyle q_{1}} y {\displaystyle q_{2}} son el valor de las cargas en culombios (C)
{\displaystyle r} es la distancia que separa a las cargas en metros (m)
{\displaystyle F} es la fuerza de atracción o repulsión en newtons (N) (cargas del mismo signo se repelen, cargas de signo opuesto se atraen, de ahí el signo negativo) en resumen Si la ley de coulomb desaparece, dejando únicamente la fuerza nuclear que mantiene a los átomos unidos, el resultado será el fenómeno astronómico que solo se da durante el colapso gravitacional de estrellas super masivas, no una supernova si no una hipernova capaz de destruir estrellas a decenas de años luz de distancia con una temperatura de 50 mil millones de grados que rivaliza con la del mismísimo momento de la creación del universo. En resumen  si desaparece la ley de coulomb los átomos que contiene sus cargas positivas y negativas se dispersarian/separarían como dos polos opuestos de manera violenta como la fusión de una explosión nuclear. Un átomo = un bomba nuclear

### Enunciado de la ley
La ley de Coulomb es válida solo en condiciones estacionarias, es decir:
Cuando no hay movimiento de las cargas o, como aproximación cuando el movimiento se realiza a velocidades bajas y en trayectorias rectilíneas uniformes. Es por ello que es llamada fuerza electrostática.
En términos matemáticos, la magnitud {\displaystyle F\,\!} de la fuerza que cada una de las dos cargas puntuales {\displaystyle q_{1}\,\!} y {\displaystyle q_{2}\,\!} ejerce sobre la otra separadas por una distancia {\displaystyle d\,\!} se expresa como:

{\displaystyle {\vec {F}}={\frac {1}{4\pi \epsilon _{0}}}{\frac {q_{1}q_{2}}{|d|^{2}}}{\hat {u_{r}}}\,}

Dadas dos cargas puntuales {\displaystyle q_{1}\,\!} y {\displaystyle q_{2}\,\!} separadas una distancia {\displaystyle d\,\!} en el vacío, se atraen o repelen entre sí con una fuerza cuya magnitud está dada por:

{\displaystyle F=\kappa {\frac {q_{1}q_{2}}{d^{2}}}\,}

La ley de Coulomb se expresa mejor con magnitudes vectoriales:

{\displaystyle \mathbf {F} _{12}={\frac {1}{4\pi \varepsilon }}{\frac {q_{1}q_{2}}{d^{2}}}\mathbf {u} _{d}={\frac {1}{4\pi \varepsilon }}{\frac {q_{1}q_{2}\mathbf {r} _{12}}{\|\mathbf {r} _{12}\|^{3}}}\,}

donde {\displaystyle \mathbf {u} _{d}} es un vector unitario (que va de la carga 1 a la carga 2), siendo su dirección desde la cargas que produce la fuerza hacia la carga que la experimenta; {\displaystyle \mathbf {r} _{12}} es el vector de separación entre las cargas. Al aplicar esta fórmula en un ejercicio, se debe colocar el signo de las cargas {\displaystyle q_{1}} o {\displaystyle q_{2}}, según sean estas positivas o negativas.
El exponente de la distancia, de la ley de Coulomb es, hasta donde se sabe hoy en día, exactamente 2. Experimentalmente se sabe que, si el exponente fuera de la forma {\displaystyle (2+\delta )\,\!}, entonces {\displaystyle \left|\delta \right|<10^{-16}\,\!}.
Obsérvese que esto satisface la tercera de la ley de Newton debido a que implica que fuerzas de igual magnitud actúan sobre {\displaystyle \scriptstyle q_{1}} y {\displaystyle \scriptstyle q_{2}}. La ley de Coulomb es una ecuación vectorial e incluye el hecho de que la fuerza actúa a lo largo de la línea de unión entre las cargas.

### Constante de Coulomb
La constante {\displaystyle \kappa \,\!} es la constante de Coulomb y su valor para unidades SI es {\displaystyle \scriptstyle 1/(4\pi \varepsilon )\,} Nm²/C².
A su vez la constante {\displaystyle \varepsilon =\varepsilon _{r}\varepsilon _{0}\,\!} donde {\displaystyle \varepsilon _{r}\,\!} es la permitividad relativa, {\displaystyle \varepsilon _{r}\geq 1\,\!}, y {\displaystyle \varepsilon _{0}=8,85\times 10^{-12}\,\!} F/m es la permitividad del vacío. Cuando el medio que rodea a las cargas no es el vacío hay que tener en cuenta la constante dieléctrica y la permitividad del material. La ecuación de la ley de Coulomb queda finalmente expresada de la siguiente manera:
| {\displaystyle F=\kappa {\frac {\left\|q_{1}\right\|\left\|q_{2}\right\|}{r^{2}}}\,\!} |
La constante, si las unidades de las cargas se encuentran en culombios es la siguiente {\displaystyle \scriptstyle K=9\cdot 10^{9}\mathrm {N\cdot m^{2}/C^{2}} } y su resultado será en sistema MKS ({\displaystyle \scriptstyle N/C}). En cambio, si la unidad de las cargas están en UES (q), la constante se expresa de la siguiente forma {\displaystyle \scriptstyle K=\mathrm {dyn\cdot cm^{2}/ues} ^{2}(q)} y su resultado estará en las unidades CGS ({\displaystyle \scriptstyle D/UES(q)}).

### Potencial de Coulomb
La ley de Coulomb establece que la presencia de una carga puntual general induce en todo el espacio la aparición de un campo de fuerzas que decae según la ley de la inversa del cuadrado. Para modelizar el campo debido a varias cargas eléctricas puntuales estáticas puede usarse el principio de superposición dada la adictividad de las fuerzas sobre una partícula. Sin embargo, matemáticamente el manejo de expresiones vectoriales de ese tipo puede llegar a ser complicado, por lo que frecuentemente resulta más sencillo definir un potencial eléctrico. Para ello a una carga puntual {\displaystyle \scriptstyle q_{1}} se le asigna una función escalar o potencial de Coulomb {\displaystyle \scriptstyle \phi _{1}} tal que la fuerza dada por la ley de Coulomb sea expresable como:

{\displaystyle \mathbf {F} _{12}=q_{2}{\boldsymbol {\nabla }}\phi _{1}}

De la ley de Coulomb se deduce que la función escalar que satisface la anterior ecuación es:

{\displaystyle \phi _{1}(\mathbf {r} )={\frac {1}{4\pi \varepsilon _{0}}}{\frac {q_{1}}{\|\mathbf {r} -\mathbf {r} _{q_{1}}\|}}}

donde:
{\displaystyle \mathbf {r} }, es el vector posición genérico de un punto donde se pretende definir el potencial de Coulomb, y
{\displaystyle \mathbf {r} _{q_{1}}}, es el vector de posición de la carga eléctrica {\displaystyle q_{1}\,} cuyo campo pretende caracterizarse por medio del potencial.

### Limitaciones de la ley de Coulomb
- La expresión matemática solo es aplicable a cargas puntuales estacionarias, y para casos estáticos más complicados de carga necesita ser generalizada mediante el potencial eléctrico. El campo eléctrico creado por una distribución de carga dada por {\displaystyle \rho }

{\displaystyle \phi (\mathbf {r} )={\frac {1}{4\pi \epsilon }}\int _{V}{\frac {\rho (\mathbf {r} ')}{\|\mathbf {r} -\mathbf {r} '\|}}d^{3}\mathbf {r} '}

- Cuando las cargas eléctricas están en movimiento es necesario reemplazar incluso el potencial de Coulomb por el potencial vector de Liénard-Wiechert, especialmente si las velocidades de las partículas son cercanas a la velocidad de la luz.
- Para cargas a distancias pequeñas (del orden del tamaño de los átomos), la fuerza electrostática efectiva debe ser corregida por factores cuánticos. Para campos muy intensos puede ocurrir el fenómeno de la creación espontánea de pares de partícula-antipartícula que requieren corregir el campo para distancias muy cortas.

## Verificación experimental de la ley de Coulomb

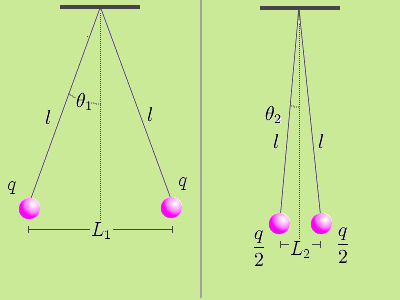
Montaje experimental para verificar la ley de Coulomb

Es posible verificar la ley de Coulomb mediante un experimento sencillo. Considérense dos pequeñas esferas de masa «m» cargadas con cargas iguales, del mismo signo, y que cuelgan de dos hilos de longitud l, tal como se indica en la figura adjunta. Sobre cada esfera actúan tres fuerzas con un apoyo: el peso mg, la tensión de la cuerda T y la fuerza de repulsión eléctrica entre las bolitas {\displaystyle F_{1}\,\!}. En el equilibrio:

(1){\displaystyle T\ \sin \theta _{1}=F_{1}\,\!}

y también:

(2){\displaystyle T\ \cos \theta _{1}=mg\,\!}

Dividiendo (1) entre (2) miembro a miembro, se obtiene:

{\displaystyle {\frac {\sin \theta _{1}}{\cos \theta _{1}}}={\frac {F_{1}}{mg}}\Rightarrow F_{1}=mg\tan \theta _{1}}

Siendo {\displaystyle L_{1}\,\!} la separación de equilibrio entre las esferas cargadas, la fuerza {\displaystyle F_{1}\,\!} de repulsión entre ellas, vale, de acuerdo con la ley de Coulomb {\displaystyle \scriptstyle F_{1}=q^{2}/(4\pi \varepsilon _{0}L_{1}^{2})} y, por lo tanto, se cumple la siguiente igualdad:

(3){\displaystyle {\frac {q^{2}}{4\pi \varepsilon _{0}L_{1}^{2}}}=mg\tan \theta _{1}\,\!}

Al descargar una de las esferas y ponerla, a continuación, en contacto con la esfera cargada, cada una de ellas adquiere una carga q/2, en el equilibrio su separación será {\displaystyle L_{2}<L_{1}\,\!} y la fuerza de repulsíón entre las mismas estará dada por:

{\displaystyle F_{2}={\frac {{(q/2)}^{2}}{4\pi \varepsilon _{0}L_{2}^{2}}}={\frac {q^{2}/4}{4\pi \varepsilon _{0}L_{2}^{2}}}\,\!}

Por estar en equilibrio, tal como se dedujo más arriba: {\displaystyle F_{2}=mg.\tan \theta _{2}\,\!}. Y de modo similar se obtiene:

(4){\displaystyle {\frac {\frac {q^{2}}{4}}{4\pi \varepsilon _{0}L_{2}^{2}}}=mg.\tan \theta _{2}}

Dividiendo (3) entre (4), miembro a miembro, se llega a la siguiente igualdad: 

(5){\displaystyle {\frac {\left({\cfrac {q^{2}}{4\pi \varepsilon _{0}L_{1}^{2}}}\right)}{\left({\cfrac {q^{2}/4}{4\pi \varepsilon _{0}L_{2}^{2}}}\right)}}={\frac {mg\tan \theta _{1}}{mg\tan \theta _{2}}}\Longrightarrow 4{\left({\frac {L_{2}}{L_{1}}}\right)}^{2}={\frac {\tan \theta _{1}}{\tan \theta _{2}}}}

Midiendo los ángulos {\displaystyle \theta _{1}\,\!} y {\displaystyle \theta _{2}\,\!} y las separaciones entre las cargas {\displaystyle L_{1}\,\!} y {\displaystyle L_{2}\,\!} es posible verificar que la igualdad se cumple dentro del error experimental. En la práctica, los ángulos pueden resultar difíciles de medir, así que si la longitud de los hilos que sostienen las esferas son lo suficientemente largos, los ángulos resultarán lo bastante pequeños como para hacer la siguiente aproximación:

{\displaystyle \tan \theta \approx \sin \theta ={\frac {\frac {L}{2}}{l}}={\frac {L}{2l}}\Longrightarrow {\frac {\tan \theta _{1}}{\tan \theta _{2}}}\approx {\frac {\frac {L_{1}}{2l}}{\frac {L_{2}}{2l}}}}

Con esta aproximación, la relación (5) se transforma en otra mucho más simple:

{\displaystyle {\frac {\frac {L_{1}}{2l}}{\frac {L_{2}}{2l}}}\approx 4{\left({\frac {L_{2}}{L_{1}}}\right)}^{2}\Longrightarrow \,\!} {\displaystyle {\frac {L_{1}}{L_{2}}}\approx 4{\left({\frac {L_{2}}{L_{1}}}\right)}^{2}\Longrightarrow {\frac {L_{1}}{L_{2}}}\approx {\sqrt[{3}]{4}}\,\!}

De esta forma, la verificación se reduce a medir la separación entre cargas y comprobar que su cociente se aproxima al valor indicado.

## Comparación entre las leyes de Coulomb y de la gravitación universal
Esta comparación es relevante ya que ambas leyes dictan el comportamiento de dos de las fuerzas fundamentales de la naturaleza mediante expresiones matemáticas cuya similitud es notoria.
La ley de la gravitación universal establece que la fuerza de atracción entre dos masas es directamente proporcional al producto de las mismas e inversamente proporcional al cuadrado de la distancia que las separa. Expresándolo matemáticamente:

{\displaystyle F=G{\frac {m_{1}m_{2}}{r^{2}}}\,}

siendo:
{\displaystyle G=6,67\cdot 10^{-11}\ {\text{N}}\cdot {\text{m}}^{2}\cdot {\text{kg}}^{-2}\,} la constante de gravitación universal,
{\displaystyle m_{1},\ m_{2}\,} las masas de los cuerpos en cuestión, y
{\displaystyle r\,} la distancia entre los centros de las masas.
A pesar del sorprendente parecido en las expresiones de ambas leyes, se encuentran dos diferencias importantes. La primera es que, en el caso de la gravedad, no se han podido observar masas de diferente signo como sucede en el caso de las cargas eléctricas, y la fuerza entre las masas siempre es atractiva. La segunda tiene que ver con los órdenes de magnitud de la fuerza de gravedad y de la fuerza eléctrica. Para aclararlo se analizara cómo actúan ambas entre un protón y un electrón en el átomo de hidrógeno. La separación promedio entre el electrón y el protón es de 5,3·10-11 m. La carga del electrón y la del protón valen {\displaystyle e^{-}=-1,6\times 10^{-19}{\text{C}}\,\!} y {\displaystyle p^{+}=1,6\times 10^{-19}{\text{C}}\,\!} respectivamente y sus masas son {\displaystyle m_{e^{-}}=9,11\times 10^{-31}{\text{kg}}\,\!} y {\displaystyle m_{p^{+}}=1,67\times 10^{-27}{\text{kg}}\,\!}. Sustituyendo los datos:

{\displaystyle F_{E}=\kappa {\frac {q_{1}q_{2}}{r^{2}}}=8,99\times 10^{9}{\frac {{\text{Nm}}^{2}}{{\text{C}}^{2}}}{\frac {|-1,6\times 10^{-19}{\text{C}}|\times |1,6\times 10^{-19}{\text{C}}|}{2,809\times 10^{-21}{\text{m}}^{2}}}=8,2\times 10^{-8}{\text{N}}\,\!}
{\displaystyle F_{G}=G{\frac {m_{1}m_{2}}{r^{2}}}=6,67\times 10^{-11}{\frac {{\text{Nm}}^{2}}{{\text{kg}}^{2}}}{\frac {9,11\times 10^{-31}{\text{kg}}\times 1,67\times 10^{-27}{\text{kg}}}{2,809\times 10^{-21}{\text{m}}^{2}}}=3,6\times 10^{-47}{\text{N}}\,\!}

Al comparar resultados se observa que la fuerza eléctrica es unos 39 órdenes de magnitud superior a la fuerza gravitacional. Lo que esto representa puede ser ilustrado mediante un ejemplo muy llamativo. 1 culombio equivale a la carga que pasa en 1 s por cualquier punto de un conductor por el que circula una corriente de intensidad 1 A constante. En viviendas con tensiones de 220 Vrms, esto equivale a un segundo de una bombilla de 220 W (120 W para las instalaciones domésticas de 120 Vrms).
Si fuera posible concentrar la mencionada carga en dos puntos con una separación de 1 metro, la fuerza de interacción sería:

{\displaystyle F_{E}=\kappa {\frac {q_{1}q_{2}}{r^{2}}}=8,99\times 10^{9}{\frac {{\text{Nm}}^{2}}{{\text{C}}^{2}}}{\frac {1\ {\text{C}}\times 1\ {\text{C}}}{{1\ {\text{m}}}^{2}}}=8,99\times 10^{9}\ {\text{N}}\,\!}

o sea, 916 millones de kilopondios, o el peso de una masa de casi un millón de toneladas (un teragramo). Si tales cargas se pudieran concentrar de la forma indicada más arriba, se alejarían bajo la influencia de esta enorme fuerza. Si de esta hipotética disposición de cargas resultan fuerzas tan enormes, ¿por qué no se observan despliegues dramáticos debidos a las fuerzas eléctricas? La respuesta general es que en un punto dado de cualquier conductor, nunca hay demasiado alejamiento de la neutralidad eléctrica. La naturaleza nunca acumula un culombio de carga en un punto.